# John McCormack (Boxer)
John McCormack (* 9. Januar 1935 in Glasgow; † 23. Mai 2014 in Paisley, Schottland) war ein britischer Mittelgewichtsboxer.

## Amateur
McCormack gewann als Amateur 103 Kämpfe bei sechs Niederlagen. 1956 gewann er die schottische und britische Meisterschaft im Halbmittelgewicht und wurde daraufhin als britischer Vertreter zu den Olympischen Spielen 1956 in Melbourne entsandt. Er gewann dort in seiner Gewichtsklasse die Bronzemedaille, nachdem er im Halbfinale dem US-Amerikaner José Torres nach Punkten unterlegen war.

## Profikarriere
1957 wurde er Profi und im Juli 1958 schottischer Mittelgewichtsmeister. Im September 1959 gelang es ihm, den kombinierten Commonwealth-/britischen Meistertitel im Mittelgewicht zu gewinnen. Sein Gegner Terry Downes wurde in der achten Runde disqualifiziert. Den Rückkampf verlor McCormack zwei Monate später jedoch durch K. o. in der achten Runde.
Im Oktober 1961 erkämpfte er sich den vakanten Europameistertitel im Mittelgewicht durch einen Punktsieg über den Niederländer Harko Kokmeijer. McCormacks Vorgänger Gustav „Bubi“ Scholz aus Deutschland hatte den Titel wegen seines Wechsels ins Halbschwergewicht niedergelegt. Januar 1962 verteidigte er den Titel mit einem Punktsieg gegen den Deutschen Heinz Freytag. Doch bereits einen Monat später wurde er im Titelkampf gegen den Dänen Christian Christensen in der vierten Runde disqualifiziert.
Sein alter Gegner Terry Downes hatte mittlerweile den britischen Mittelgewichtstitel niedergelegt. McCormack kämpfte im November 1962 gegen George Aldridge um diesen Titel, wurde aber in der vierten Runde ausgeknockt.
Seinen letzten Kampf absolvierte er gegen seinen irischen Namensvetter im Juni 1966 in der Londoner Royal Albert Hall. Der Ire John „Young“ McCormack siegte nach Punkten.